# Sidra de Galicia
La sidra es una bebida alcohólica de baja graduación, que está elaborada con el zumo fermentado de la manzana. La sidra está muy extendida por todo el mundo, y en España en Asturias, País Vasco, norte de Navarra y Galicia.

## Historia
La sidra aparece mencionada en el Libro do peregrino del Códice Calixtino. En el libro V, capítulo VII:  

"Luego viene la tierra de los gallegos, más allá de las fronteras de León y los puertos de Monte Irago y Cebreiro. Es una tierra frondosa de ríos, prados y vírgenes extraordinarias, buenos frutos y fuentes muy claras, pero escasa en ciudades, pueblos y tierras de cultivo, escasa en pan, trigo y vino, pero abundante en pan de centeno y sidra, bien abastecida de ganado y ganado. caballería, en leche y miel, y en peces de mar, grandes y pequeños".

## Importancia de la producción de manzanas
Galicia es con mucho la comunidad autónoma que más manzana sidrera produce en España, por encima de regiones productoras como Asturias o Euskadi, que importan el producto gallego. En 2006 la producción gallega de manzana sidrera se sitúa en las 60.000 toneladas mientras que en el Principado de Asturias pasaba por entre 35.000 y 40.000, y en el País Vasco unas 8.000.

## Toponimia
Esta bebida da nombre a varios lugares, como As Sidras (Carnota), A Leira da Sidra (As Somozas), A Fonte da Sidra (Vigo), O Hórreo da Sidra (Puente Nuevo), O Lugar da Sidra (Cospeito), Pereira-Sidral, (O Valadouro), A Sidreira (Paderne) o Os Sidreiros (As Somozas). Además, existen numerosos lugares con nombres referidos a lagares (también destinados a hacer vino) en lo terrenos que no se desarrolla la producción de manzana.
Hay fiestas gastronómicas dedicadas a este producto en Fornelos de Montes, Guitiriz, San Tomé de Piñeiro (Marín), Bembrive (Vigo), Redondela y La Estrada. Además, en Chantada existe una planta de producción industrial propiedad del grupo Hijos de Rivera, que comercializa la sidra con nombre "Maeloc"  y en Estrada la empresa Lagar de Ribela produce  su propia sidra con mazana ecológica. Otras iniciativas empresariales que apuestan por esta bebida en Galicia son, entre otras Val do Traba (Noya) o Mazagal (Narón).